# Celama squalida
Celama squalida är en fjärilsart som beskrevs av Otto Staudinger 1870. Celama squalida ingår i släktet Celama och familjen trågspinnare. Inga underarter finns listade i Catalogue of Life.